# 1. okręg wyborczy w Maryland
Pierwszy okręg wyborczy w Maryland co dwa lata wybiera swojego przedstawiciela do Izby Reprezentantów Stanów Zjednoczonych. W 2008 roku w skład okręgu wchodzą hrabstwa Cecil, Kent, Queen Anne’s, Caroline, Talbot, Dorchester, Wicomico, Worcester i Somerset, a także części hrabstw Anne Arundel, Baltimore oraz Harford. Przedstawicielem okręgu w 111. Kongresie Stanów Zjednoczonych jest demokrata, Frank Kratovil.

## Chronologiczna lista przedstawicieli
|    | Przedstawiciel              | Data objęcia urzędu | Data opuszczenia urzędu | Partia polityczna      |
| -- | --------------------------- | ------------------- | ----------------------- | ---------------------- |
| 1  | Michael Jenifer Stone       | 4 marca 1789        | 3 marca 1791            |                        |
| 2  | Philip Key                  | 4 marca 1791        | 3 marca 1793            |                        |
| 3  | George Dent                 | 4 marca 1793        | 3 marca 1801            |                        |
| 4  | John Campbell               | 4 marca 1801        | 3 marca 1811            | Partia Federalistyczna |
| 5  | Philip Stuart               | 4 marca 1811        | 3 marca 1819            | Partia Federalistyczna |
| 6  | Raphael Neale               | 4 marca 1819        | 3 marca 1825            |                        |
| 7  | Clement Dorsey              | 4 marca 1825        | 3 marca 1831            |                        |
| 8  | Daniel Jenifer              | 4 marca 1831        | 3 marca 1833            |                        |
| 9  | Littleton Purnell Dennis    | 4 marca 1833        | 14 kwietnia 1834        |                        |
| 10 | John Nevett Steele          | 29 maja 1834        | 3 marca 1837            |                        |
| 11 | John Dennis                 | 4 marca 1837        | 3 marca 1841            | Partia Wigów           |
| 12 | Isaac Dashiell Jones        | 4 marca 1841        | 3 marca 1843            | Partia Wigów           |
| 13 | John M.S. Causin            | 4 marca 1843        | 3 marca 1845            | Partia Wigów           |
| 14 | John Grant Chapman          | 4 marca 1845        | 3 marca 1849            | Partia Wigów           |
| 15 | Richard Johns Bowie         | 4 marca 1849        | 3 marca 1853            | Partia Wigów           |
| 16 | John Rankin Franklin        | 4 marca 1853        | 3 marca 1855            | Partia Wigów           |
| 17 | James Augustus Stewart      | 4 marca 1855        | 3 marca 1861            | Partia Demokratyczna   |
| 18 | John Woodland Crisfield     | 4 marca 1861        | 3 marca 1863            | Unionista              |
| 19 | John Angel James Creswell   | 4 marca 1863        | 3 marca 1865            | Partia Republikańska   |
| 20 | Hiram McCullough            | 4 marca 1865        | 3 marca 1869            | Partia Demokratyczna   |
| 21 | Samuel Hambleton            | 4 marca 1869        | 3 marca 1873            | Partia Demokratyczna   |
| 22 | Ephraim King Wilson         | 4 marca 1873        | 3 marca 1875            | Partia Demokratyczna   |
| 23 | Philip Francis Thomas       | 4 marca 1875        | 3 marca 1877            | Partia Demokratyczna   |
| 24 | Daniel Maynadier Henry      | 4 marca 1877        | 3 marca 1881            | Partia Demokratyczna   |
| 25 | George Washington Covington | 4 marca 1881        | 3 marca 1885            | Partia Demokratyczna   |
| 26 | Charles Hopper Gibson       | 4 marca 1885        | 3 marca 1891            | Partia Demokratyczna   |
| 27 | Henry Page                  | 4 marca 1891        | 3 września 1892         | Partia Demokratyczna   |
| 28 | John Brewer Brown           | 8 listopada 1892    | 3 marca 1893            | Partia Demokratyczna   |
| 29 | Robert Franklin Bratton     | 4 marca 1893        | 10 maja 1894            | Partia Demokratyczna   |
| 30 | Winder Laird Henry          | 6 listopada 1894    | 3 marca 1895            | Partia Demokratyczna   |
| 31 | Joshua Weldon Miles         | 4 marca 1895        | 3 marca 1897            | Partia Demokratyczna   |
| 32 | Isaac Ambrose Barber        | 4 marca 1897        | 3 marca 1899            | Partia Republikańska   |
| 33 | John Walter Smith           | 4 marca 1899        | 12 stycznia 1900        | Partia Demokratyczna   |
| 34 | Josiah Leeds Kerr           | 6 listopada 1900    | 3 marca 1901            | Partia Republikańska   |
| 35 | William Humphreys Jackson   | 4 marca 1901        | 3 marca 1905            | Partia Republikańska   |
| 36 | Thomas Alexander Smith      | 4 marca 1905        | 3 marca 1907            | Partia Demokratyczna   |
| 37 | William Humphreys Jackson   | 4 marca 1907        | 3 marca 1909            | Partia Republikańska   |
| 38 | James Harry Covington       | 4 marca 1909        | 30 września 1914        | Partia Demokratyczna   |
| 39 | Jesse Dashiell Price        | 3 listopada 1914    | 3 marca 1919            | Partia Demokratyczna   |
| 40 | William Noble Andrews       | 4 marca 1919        | 3 marca 1921            | Partia Republikańska   |
| 41 | Thomas Alan Goldsborough    | 4 marca 1921        | 5 kwietnia 1939         | Partia Demokratyczna   |
| 42 | David Jenkins Ward          | 8 czerwca 1939      | 3 stycznia 1945         | Partia Demokratyczna   |
| 43 | Dudley George Roe           | 3 stycznia 1945     | 3 stycznia 1947         | Partia Demokratyczna   |
| 44 | Edward Tylor Miller         | 3 stycznia 1947     | 3 stycznia 1959         | Partia Republikańska   |
| 45 | Thomas Francis Johnson      | 3 stycznia 1959     | 3 stycznia 1963         | Partia Demokratyczna   |
| 46 | Rogers Clark Ballard Morton | 3 stycznia 1963     | 29 stycznia 1971        | Partia Republikańska   |
| 47 | William Oswald Mills        | 25 maja 1971        | 24 maja 1973            | Partia Republikańska   |
| 48 | Robert Edmund Bauman        | 21 sierpnia 1973    | 3 stycznia 1981         | Partia Republikańska   |
| 49 | Royden Patrick Dyson        | 3 stycznia 1981     | 3 stycznia 1991         | Partia Demokratyczna   |
| 50 | Wayne Thomas Gilchrest      | 3 stycznia 1991     | 3 stycznia 2009         | Partia Republikańska   |
| 51 | Frank Kratovil              | 3 stycznia 2009     | 3 stycznia 2011         | Partia Demokratyczna   |
| 52 | Andy Harris                 | 3 stycznia 2011     |                         | Partia Demokratyczna   |